# Halaphritis
Halaphritis is een monotypisch geslacht van straalvinnige vissen uit de familie van ijsvissen (Bovichtidae).

## Soort
- Halaphritis platycephala Last, Balushkin & Hutchins, 2002